# Liquibase
Liquibase は、データベーススキーマの変更を追跡、管理、適用するためのオープンソースのデータベースに依存しないライブラリである。Liquibase は、特にアジャイルソフトウェア開発において、データベースの変更をより簡単に追跡できるようにするために2006年に開始された。 

## 概観
データベースへのすべての変更はテキストファイル(XML、YAML、JSONまたはSQL)に保存され、ファイル名と同様に「id」タグと「author」タグの組み合わせで識別される。適用されたすべての変更のリストが各データベースに保存され、すべてのデータベース更新時に参照され、どのような新しい変更が適用される必要があるかを判断する。その結果、データベースのバージョン番号はないが、このアプローチにより、複数の開発者やコードブランチが存在する環境でも機能するようになる。 
Liquibase は、最初にChangeLogファイルを実行すると、自動的にDatabaseChangeLogテーブルとDatabaseChangeLog Lock テーブルを作成する。 

## 主な機能
- 30以上の組み込みデータベースリファクタリング
- カスタム変更を作成するための拡張性
- データベースを最新バージョンに更新
- 最後のX回の変更をデータベースにロールバック
- データベースの変更を特定の日時にロールバック
- データベースを「タグ」にロールバック
- データベースの更新とロールバックのためのSQLは、手動でレビューするために保存することができます。
- スタンドアロンIDE とEclipseプラグイン
- 実行する変更セットを含む/除外するための 「コンテキスト」
- データベース差分レポート
- データベースの差分変更履歴の生成
- 既存のデータベースを生成するための変更ログを作成する能力
- データベースの変更ドキュメントの生成
- DBMSチェック、ユーザーチェック、SQLチェックの前提条件
- 変更ログを複数のファイルに分割して管理しやすくする機能
- コマンドライン、Apache Ant、Apache Maven、サーブレットコンテナー、またはSpring Framework経由で実行可能。
- 10種類のデータベースシステムをサポート

## 商用版
Liquibase（旧Datical） は、Liquibaseプロジェクトへの最大のコントリビューターであり、Liquibase Enterprise 開発者でもある。商用版はLiquibaseコア機能と追加機能を提供する。 
- 変更予測：変更がデータに与える影響を判断するために、実行前に実行される変更を予測する。 [4]
- 企業の標準とポリシーを適用するルールエンジン。 [5]
- データベースストアドロジックのサポート：関数、ストアドプロシージャ、パッケージ、テーブルスペース、トリガー、シーケンス、ユーザー定義タイプ、シノニムなど。
- データベース比較を利用すると、2つのデータベーススキーマを比較して変更を識別し、それを変更ログに簡単に移動できる。
- 変更セットウィザードを使用すると、データベースに中立的な方法でデータベースの変更を簡単に定義およびキャプチャできる。
- 論理的な展開ワークフローをモデル化および管理するための展開計画ウィザード
- Jenkins 、Atlassian Bamboo、UrbanCode、CA Release Automation（Nolio）、Serena Release Automation、BMC Bladelogic、 Puppet 、 Chef  [6]、およびSVN、Git 、TFS、CVSなどの一般的なソース管理システム全てのプラグイン

Liquibase Enterprise（旧称：Datical DB）を含むLiquibase製品は、アプリケーションリリースプロセスに関わるDBA、リリースマネージャ、DevOpsチーム、アプリケーションオーナー、アーキテクト、開発者に利用されている。Liquibase は、エラーや遅延を排除し、迅速なアジャイルリリースを可能にするために、アプリケーションコードと一緒にデータベーススキーマの変更をプログラム的に管理する。Liquibase商用版は、開発環境からテスト環境、本番環境に移行する際に、アプリケーションバージョン全体のデータ構造固有のコンテンツを管理するためのLiquibase Data Modelアプローチに基づいている。Liquibase Enterpriseは、デプロイ前に、どのような環境でもスキーマ変更の影響をプレビューすることで、リスクを軽減し、よりスムーズで迅速なアプリケーション変更を実現する。   
Liquibase開発者のNathan Voxlandは、Liquibase（旧Datical）の幹部である。 

## Liquibase ChangeLogファイルのサンプル
```
<?xml version="1.0" encoding="UTF-8"?>

<databaseChangeLog

        
xmlns=
"http://www.liquibase.org/xml/ns/dbchangelog/1.3"

        
xmlns:xsi=
"http://www.w3.org/2001/XMLSchema-instance"

        
xsi:schemaLocation=
"http://www.liquibase.org/xml/ns/dbchangelog/1.3

        http://www.liquibase.org/xml/ns/dbchangelog/dbchangelog-1.3.xsd"
>

    
<preConditions>

            
<dbms
 
type=
"oracle"
/>

    
</preConditions>

    
<changeSet
 
id=
"1"
 
author=
"author1"
>

        
<createTable
 
tableName=
"persons"
>

            
<column
 
name=
"id"
 
type=
"int"
 
autoIncrement=
"true"
>

                
<constraints
 
primaryKey=
"true"
 
nullable=
"false"
/>

            
</column>

            
<column
 
name=
"name"
 
type=
"varchar(50)"
/>

        
</createTable>

    
</changeSet>

    
<changeSet
 
id=
"2"
 
author=
"author2"
 
context=
"test"
>

        
<insert
 
tableName=
"persons"
>

            
<column
 
name=
"id"
 
value=
"1"
/>

            
<column
 
name=
"name"
 
value=
"Test1"
/>

        
</insert>

        
<insert
 
tableName=
"persons"
>

            
<column
 
name=
"id"
 
value=
"2"
/>

            
<column
 
name=
"name"
 
value=
"Test2"
/>

        
</insert>

    
</changeSet>

</databaseChangeLog>

```

## 関連ツール
- Flyway
- alembic

1. ↑  “Liquibase Downloads”.   Liquibase. 2020年5月29日閲覧。
2. ↑  https://www.liquibase.com/blog/2020-05-19
3. ↑  “Liquibase Enterprise”.   Liquibase. 2020年5月29日閲覧。
4. ↑  “Database Forecast Tools for Change Management | Liquibase.com”. 2020年5月29日閲覧。
5. ↑  “Liquibase Rules”.   Liquibase. 2020年5月29日閲覧。
6. ↑  “Our partners”.   Liquibase. 2020年5月29日閲覧。
7. ↑  “Liquibase Leadership”.   Liquibase. 2020年5月29日閲覧。